# Fisher Tull
Fisher Aubrey Tull, conosciuto professionalmente come Fisher A. Tull, noto anche come Mickey Tull, (Waco, 23 settembre 1934 – Huntsville, 23 agosto 1994), è stato un compositore, arrangiatore, trombettista, docente ed amministratore statunitense.

## Biografia
Tull nacque a Waco, in Texas, dove frequentò le scuole pubbliche. Alla fine si guadagnò tre lauree alla University of North Texas: un B.M. (Bachelor of Music) nell'educazione musicale (1956), un M.M. (Master of Music) in teoria musicale (1957) e un dottorato di ricerca in composizione musicale (1965). Ha studiato tromba con John Haynie e composizione con Samuel Adler. Mentre era studente universitario, suonava la tromba e arrangiava per varie band di jazz e danza, tra cui l'University of North Texas Lab Bands.
Nel 1957 Tull divenne membro della facoltà della Sam Houston State University di Huntsville, in Texas, dal 1965 come presidente del Dipartimento di musica.
Tull intraprese seriamente composizione all'inizio degli anni '60. Le sue opere sono generalmente tonali ma armonicamente avventurose e ritmicamente vigorose e mostrano una forte influenza della musica medievale e rinascimentale. Il suo catalogo di composizioni comprende oltre 80 lavori pubblicati per orchestra, banda, coro e gruppi da camera, anche se è noto in particolare per i suoi lavori per orchestra da concerto, ottoni e gruppi di percussioni. La maggior parte delle sue opere sono state pubblicate da Boosey & Hawkes (con cui era in contratto dal 1974) e Southern Music Company, con altre opere disponibili dalla Western International Music, Ludwig Publishing Company, TRN e International Trombone Association Manuscript Press.
Tull morì a Huntsville, Texas. Il 13 luglio 1996 il Fisher A. Tull Memorial Gazebo gli è stato dedicato nel centro di Huntsville.

## Lavori scelti
- Prelude and Double Fugue
- Studies in Motion
- Cryptic Essay
- The Final Covenant
- Jargon After William Billings
- Liturgical Symphony
- Swing Board
- Sketches on a Tudor Psalm
- Sonata for Trumpet and Piano
- Three Bagatelles
- Segments
- Concerto Grosso
- The Binding
- Sonatine for percussion ensemble (1971)
- Rhapsody for Trumpet and Winds (1980)

## Discografia
- Sam Houston State University Symphonic Band and Wind Ensemble, Ralph L. Mills, Conductor (1981).  The Compositions of Fisher A. Tull, v. 2.  LP.  Golden Crest Records.